# Покровка (Благовещенский район, Амурская область)
Покровка — упразднённое село в Благовещенском районе Амурской области России. На момент упразднения входило в состав Сергеевского сельсовета. В 1982 году включено в состав села Сергеевка и исключено из учётных данных.

## География
Село располагалось на левом берегу реки Амур, ныне представляет собой южную часть села Сергеевка.

## История
По некоторым сведениям село было основано в 1863 году (или 1864 году) духоборами переселившимися из Туруханска. По данным на 1916 год деревня Ново-Покровка состояла из 46 дворов (население составляло 410 человек) и входила в состав Амурско-Зейской волости 6 стана Амурского уезда Амурской области.
По данным 1926 года в Ново-Покровке имелось 127 хозяйств (86 крестьянского типа и 41 прочих) и проживало 672 человека (169 мужчин и 176 женщин). В административном отношении входила в состав Кухтеринского сельсовета Свободненского района Амурского округа Дальневосточного края.
Решением Амурского исполкома от 13 января 1982 года № 16, в связи с расширением и дальнейшей застройкой сел Сергеевка и Покровка Сергеевского сельсовета Благовещенского района, слиянием их в одно село, населённый пункт Покровка исключен из учётных данных.